# المسينية (يهر)

تعديل مصدري - تعديل

المسينية هي إحدى قرى عزلة يهر بمديرية يهر التابعة لمحافظة لحج، بلغ تعداد سكانها 166 نسمة حسب تعداد اليمن لعام 2004.